# Laura Arraya
Laura Arraya (Córdoba, 12 de enero de 1964) es una extenista peruana, que ganó dos títulos en sencillos y uno en dobles durante su carrera profesional, según la WTA. Se retiró de la competición oficial en 1993 disputando un partido de exhibición frente a la leyenda argentina Gabriela Sabatini. 
En 1990, llegó a ocupar la posición número 14 en el ranking WTA en categoría individual  y la número 27 en dobles . En sus participaciones en Grand Slams, llegó a cuartos de final de Wimbledon en 1991; y a la cuarta ronda del Roland Garros en 1984,1986 y 1990. Es hermana del extenista Pablo Arraya y fue esposa del extenista chileno-peruano Heinz Gildemeister.    

## Trayectoria

### Sus inicios
Desde muy niña, emigró al Perú con su familia donde adquirió la nacionalidad para representar al país en torneos internacionales de tenis. Fue campeona nacional en las categorías 12-14-16 y 18 años de manera consecutiva. Fue campeona sudamericana categorías 14-16 y 18 años en modalidad sencillos,dobles y por equipos de forma consecutiva. Además, obtuvo los campeonatos internacionales Banana Bowl 1978-1980 Brasil; Totora Bowl Trujillo-Perú;e Inka Bowl Lima-Perú. En 1981, junto con la peruana Pilar Vásquez, obtuvo el título de dobles femenino juvenil del torneo Roland Garros (París), y la semifinal en la categoría individuales.  

### Como profesional
Su mejor ubicación en sencillos en el ranking WTA fue #14 del mundo (en marzo de 1989) y, en dobles, el puesto 27 (en marzo de 1988). Su récord en individuales fue de 245 victorias y 207 derrotas; mientras que en dobles, 148-170. Su mejor resultado de Grand Slam, en individuales, fue al llegar a cuartos de final en Wimbledon en 1991 en Londres. 
Su carrera profesional abarca de 1981 a 1993. Entre 1989 y 1992, en categoría individual, se mantuvo entre las 25 primeras del mundo. Y durante toda su carrera, entre las 70. Se retiró en el año 1993 del circuito profesional. Derrotó a importantes tenistas como Monica Seles, Jana Novotna, Manuela Maleeva, Mary Pierce, Lori McNeil, Natasha Zvereva, Gigi Fernández, Nathalie Tauziat, etc. (Fuente: WTA).
Fue capitana del equipo de mujeres en Copa Fed, Juegos Panamericanos y Odesur en los últimos años. Asimismo, fue condecorada con los Laureles Deportivos por el Instituto Peruano del Deporte. Participó en los Juegos Olímpicos de los Ángeles de 1984 

## Títulos en su carrera

### Títulos WTA (Women´s Tennis Association)
- 1989, Schenectady, New York (Individual)
- 1989, San Juan, Puerto Rico (Individual)
- 1987, Wild Dunes, USA (Dobles)

### Títulos nivel ITF
- 1982, Copa Santista - Brasil (Individual)
- 1982, Japan Open - Tokio - Japón (Individual)
- 1984, Miami, Florida (Individual)

- 1989, Santiago, Chile (Individual)
- 1990, Lima, Perú (Dobles)

## Clasificación en torneos de Grand Slam (Individuales)
| Torneos         | 1993 | 1992 | 1991 | 1990 | 1989 | 1988 | 1987 | 1986 | 1985 | 1984 | 1983 | 1982 | 1981 |
| Australian Open | 2R   | 2R   | 2R   | -    | -    | -    | -    | -    | -    | -    | -    | -    | -    |
| --------------- | ---- | ---- | ---- | ---- | ---- | ---- | ---- | ---- | ---- | ---- | ---- | ---- | ---- |
| Roland Garros   | 3R   | 1R   | 2R   | 4R   | 2R   | -    | 1R   | 4R   | 2R   | 4R   | 1R   | 1R   | -    |
| Wimbledon       | 1R   | 3R   | QF   | 3R   | 3R   | -    | 3R   | 1R   | -    | 1R   | -    | -    | -    |
| U.S. Open       | 1R   | 2R   | 2R   | 3R   | 2R   | -    | 2R   | 2R   | 1R   | 1R   | 2R   | 2R   | 1R   |

1. ↑  Córdova Tábori, Lilia (12 de enero de 2021). «Laura Arraya, la capitana del tenis peruano». Perú21. Consultado el 4 de marzo de 2025.
2. ↑  «Ficha WTA Laura Arraya. https://www.wtatennis.com/players/70021/laura-arraya».
3. ↑  «WTA - https://www.wtatennis.com/players/70021/laura-arraya#grandslams».
4. ↑  «Ficha de Laura Arraya en la web del COI - https://www.olympics.com/es/atletas/laura-arraya».

- Entrevista a Laura Arraya (Central CMD, 2016)

- Datos: Q2081562